# Branković
Les Branković, en serbe cyrillique Бранковићи et en français Brancovitch sont une famille serbe qui a gouverné d'abord une principauté puis le royaume de Serbie de 1427 à 1456. Durant leur règne, la capitale du royaume serbe fut Smederevo

## Histoire de la dynastie
Le fondateur de la dynastie fut Branko Mladenović, qui eut trois fils :
- Nikola Radonja (mort en 1399), qui après la mort tragique de sa femme et de ses deux filles se retira pour une vie monastique sur le mont Athos ;
- Vuk Branković (mort en 1397) qui épousa Mara, la fille du prince Lazar et de la princesse Milica. Il était le seigneur du Kosovo et de la Métochie (Priština, Vučitrn, Zvečan). Il combattit pendant la bataille de Kosovo Polje en 1389 ;
- Grgur (mort avant 1398).

Vuk Branković et Mara eurent trois fils :
- Grgur Branković embrassa une carrière religieuse dans le monastère de Hilandar ;
- Lazar Branković mort pendant une bataille en 1410 ;
- Đurađ Branković : le seul héritier encore disponible pour le trône. Le despote Stefan Lazarević qui n’avait pas d’héritiers lui transmit le titre de Despote de Serbie. De 1427 à 1456, il gouverna la Serbie.

Đurađ eut deux femmes, on a oublié le nom de la première. Sa seconde épouse était Jerina la fille de Theodore Kantakouzenos et d'Euphrosyne Palaiologina. De ses deux mariages il eut quatre fils et trois fils. Sa fille Mara fut donnée au sultan Mourad II.
L’histoire n’aura retenu que Grgur II Branković, Stefan Branković, Lazar Branković. Grgur et Stefan eurent les yeux brûlés en 1439 sur l’ordre du sultan ottoman Mourad II. Peu avant sa mort en 1459, Grgur devint moine dans le monastère de Hilandar sous le nom de German. Il eut cependant un enfant illégitime, Vuk II Branković, plus connu sous le nom de « Dragon Vuk ».
Lazar était le plus jeune des fils de Đurđa. Il gouverna le despotat de Serbie de 1456 jusqu'à sa mort en 1458. Il eut pour femme la princesse Hélène Paléologue, qui lui donna trois filles, Marie, Jerina, et Milica. Marie la plus âgée fut la promise du roi de Bosnie Stefan Tomašević en avril 1459.
Stefan Branković, le deuxième fils de Đurđa, gouverna la Serbie après la mort de son frère Stefan de 1458 à avril 1459. Après avoir été chassé du trône, il fut administrateur de la ville de Smederevo pour les Turcs puis par la suite de toute la Serbie. Il eut comme épouse Mère Angelina Мати Ангелина qui lui donna deux fils Đurađ II Branković et Jovan Branković et deux filles, Marija et Milica. Il termina sa vie en exil à Belgrade en 1476.

## Arbre généalogique (incomplet)
- Mladen (mort après 1326), duc de Trebinje
  - Branko Mladenović (mort entre 1355 et 1365), gouverneur d'Ohrid
    - Nikola Radonja (mort en 1399), épouse Jelena Mrnjavčević
    - Vuk Branković (mort en 1397), épouse Mara Lazarević
      - Grgur (mort en 1408)
      - Lazar (mort en 1410)
      - Đurađ (1377-1461), épouse Irène Cantacuzène
        - Todor (mort avant 1429)
        - Grgur II (1415-1459)
          - Vuk II (vers 1438-1485)

        - Mara (vers 1416-1487), épouse Murad II
        - Stefan (vers 1417-1476) épouse Angelina Arianiti
          - Jovan (mort en 1502)
            - Marija (morte en 1540), épouse Ferdinand-Alphonse, comte Frangepán
            - Jelena (morte en 1552), épouse Pierre IV Rareș, prince de Moldavie

          - Đurađ II (mort en 1516)
          - Marija (morte en 1495), épouse Boniface III, marquis de Montefrrat
          - Milica (morte en 1554), épouse Neagoe Basarab V, prince de Valachie

        - Katarina (vers 1418-1492), épouse Ulric de Cilley
        - Lazar (vers 1421-1458), épouse Hélene Paléologue
          - Mara, épouse Stefan Tomašević
          - Milica, épouse Léonard III Tocco, comte de Céphalonie et de Zante
          - Jerina, épouse Giovanni Kastrioti, fils de Skanderbeg

    - Grgur (mort avant 1398)
    - Teodora, épouse Georges Thopia, prince de Durazzo

## Référence
- http://fmg.ac/Projects/MedLands/SERBIA.htm
- Momčilo Spremić, La famille serbe des Branković. Considérations généalogiques et héraldiques (en ligne)